# José Baldasano
José Baldasano y Ros (Cartagena, 8 de abril de 1777-ibíd., 14 de enero de 1861) fue un político y militar español, ministro de Marina y Ultramar durante el reinado de Isabel II.

## Biografía
En 1791 ingresó como guardiamarina en la Armada y en 1793 fue ascendido a alférez de fragata. Durante la Guerra del Rosellón se embarcó y combatió los navíos franceses en Cerdeña y en la defensa de Tolón. En 1802 ascendió a alférez de navío y en 1804 a teniente de fragata. Fue destinado a la bahía de Cádiz, pero no tomó parte en la batalla de Trafalgar. Al comenzar la Guerra de la Independencia Española, participó bajo las órdenes de Juan José Ruiz de Apodaca y Eliza en la batalla de la Poza de Santa Isabel contra François Étienne de Rosily-Mesros (1808). Después fue nombrado segundo secretario de la Capitanía General del departamento de Cartagena y en 1809 fue ascendido a teniente de navío.
Tras terminar la Guerra de la Independencia, fue destinado a combatir la piratería en el Mediterráneo, ascendiendo en 1819 a capitán de fragata. Apartado del mando durante el Trienio Liberal, con la llegada de los Cien Mil Hijos de San Luis y el restablecimiento del absolutismo fue nombrado mayor general del Arsenal de Cartagena y en 1829 ascendió a capitán de navío.
Muerto ya Fernando VII y establecidas las Regencias, en 1834 fue nombrado secretario de la Junta Suprema de la Armada y en 1835 ascendido a brigadier, a jefe de escuadra en 1839 y fue nombrado vocal de la Junta del Almirantazgo en 1840. En 1842 fue designado comandante general de las Fuerzas Navales del Mediterráneo, pero en enero de 1843 se disolvió la escuadra. Entonces se le destinó a Inspector de Matrículas de Cataluña y, posteriormente, fue nombrado vocal de la Junta de Asistencia de la Dirección de la Armada. De 1844 a 1846 ocupó la comandancia de Ferrol, donde no se unió a los sublevados de Solís frente al conservador presidente del gobierno, el general Ramón María Narváez. Por ello fue condecorado con la gran cruz de la Orden de Isabel la Católica. En octubre de 1846, en plena Década Moderada, fue nombrado subsecretario del Ministerio de Marina, y durante el brevísimo gabinete de Carlos Martínez de Irujo (enero-febrero de 1847) fue Ministro de Marina y Ultramar. Poco después fue ministro del Tribunal de Guerra y Marina en sustitución de Juan Bautista Topete y Viaña. En 1852 ascendió a teniente general y en 1853 fue designado senador vitalicio. Aunque cesado durante las luchas internas en el fin de la década moderada, fue restituido en sus cargos tras la revolución de 1854 que inició el conocido como Bienio Progresista. En 1857 se jubiló por motivos de salud, falleciendo en su ciudad natal en febrero de 1861.